# Diplôme d'Ingénieur
Un Diplôme d'Ingénieur es un título de posgrado en ingeniería que otorgan generalmente las Grandes Escuelas en ingeniería. Generalmente se obtiene después de cinco a siete años de estudios después del Bachillerato.
Cada titular del diplôme d'ingénieur también recibe el título de Ingénieur diplômé (ingeniero graduado). Esto se distingue del término 'ingénieur' (ingeniero), que está menos regulado. El diplôme d'ingénieur está reconocido como una licenciatura/máster (BS/MS) combinada en ingeniería en los Estados Unidos y los países de la Unión Europea (también en Francia y sus colonias anteriores).
La mayoría de las Grandes Écoles permiten a sus estudiantes obtener una doble titulación con una universidad (en Francia o en el extranjero). Además, los graduados del diplôme d'ingénieur pueden realizar un doctorado selectivo después de sus estudios de ingeniería para incorporarse más tarde a la academia o a un departamento de I+D industrial.
En Alemania, el título tradicional de ingeniero se pronuncia de forma similar al francés: Diplom-Ingenieur (Dipl. -Ing.).
El título de Ingeniero diplomado está estrictamente regulado en Francia y el norte de África y protegido por el Estado.
En Francia, cualquier institución que expida el título de Ingénieur diplômé debe estar acreditada por la Commission des Titres d'Ingénieur diplomado (dentro del Ministerio de Enseñanza Superior e Investigación en Francia), que es el organismo administrativo oficial responsable de evaluar las instituciones de educación superior para formar ingenieros profesionales. Cualquier persona que haga un uso indebido del título de Ingénieur diplômé puede ser sancionada con una multa de 15.000 € y una pena de un año de prisión.

## Titre d'ingénieur diplômé par l'État (DPE)
El Titre d'ingénieur diplômé par l'État (DPE) se otorga a candidatos con cinco años de experiencia en "práctica profesional en funciones comúnmente asignadas a los ingenieros" y que hayan aprobado pruebas específicas. Estos están organizados por escuelas de ingeniería de acuerdo a una lista establecida. Por ejemplo, para la especialidad "Química", las escuelas que organizan estas pruebas son: la École nationale supérieure des ingénieurs en arts chimiques et technologiques, el Conservatorio Nacional de Artes y Oficios, la Escuela Superior de Química, Física y Electrónica de Lyon, el Institut textile et chimique, el Instituto Nacional de Ciencias Aplicadas de Ruan, la École européenne de chimie, polymères et matériaux y la École nationale supérieure de chimie de Lille.
La primera prueba es una “evaluación de la experiencia y las competencias profesionales del candidato” en forma de entrevista con el jurado. Si tiene éxito, la segunda prueba es una defensa de la tesis, seguida de una discusión con el jurado. La opinión del jurado se transmite posteriormente al jurado nacional, que toma la decisión final.